# Abdel Fattah al-Sisi
ʿAbd al-Fattāḥ Saʿīd Ḥusayn Khalīl al-Sīsī, noto generalmente come Abdel Fattah al-Sisi (in arabo عبد الفتاح سعيد حسين خليل السيسي‎? ʿAbd al-Fattāḥ Saʿīd Ḥusayn Khalīl al-Sīsī; Il Cairo, 19 novembre 1954), è un ex militare e politico egiziano, sesto e attuale presidente della Repubblica egiziana.
Governa l'Egitto de facto dal 3 luglio 2013, quando, in veste di comandante in capo delle Forze armate egiziane e ministro della difesa, ha rovesciato il presidente Mohamed Morsi con un colpo di Stato militare.
Rieletto presidente nel 2014, nel 2018 e nel 2023, per il Parlamento europeo e per Amnesty International la sua presidenza si segnala per l'autoritarismo e avrebbe segnato un profondo deterioramento della situazione dei diritti umani in Egitto; diversa opinione hanno invece i vescovi copti, che lo considerano un argine alla minaccia del terrorismo, sebbene la storica minoranza cristiana copta abbia subito, dal 2011 al 2018, una crescente violenza e discriminazione.

## Biografia

### Primi anni di vita ed educazione militare
Al-Sīsī nacque a Cairo Vecchia il 19 novembre del 1954 da Said Hussein Khalili al-Sisi e Soad Mohamed. 
Crebbe a Gamaleya, vicino alla moschea di al-Azhar, in un quartiere dove risiedevano musulmani, ebrei e cristiani e in cui in seguito ha ricordato come, durante la sua infanzia, avesse sentito le campane delle chiese e osservato gli ebrei che affollavano la sinagoga senza ostacoli. al-Sisi si sarebbe poi iscritto all'Accademia militare egiziana e, dopo gli studi fu nominato sottotenente di fanteria meccanizzata, ricoprì vari incarichi di comando nell'esercito  egiziano e prestò servizio come addetto militare a Riad. Nel 1987, frequentò l'Egyptian Command and Staff College. Nel 1992, proseguì la sua carriera militare iscrivendosi al British Command and Staff College, e nel 2006 si iscrisse allo United States Army War College di Carlisle. al-Sisi fu il membro più giovane del Consiglio supremo delle forze armate durante la rivoluzione egiziana del 2011, in qualità di direttore del dipartimento di intelligence e ricognizione militare. Successivamente, venne scelto per sostituire Moḥammed Ḥoseyn Ṭanṭāwī come comandante in capo e ministro della difesa e della produzione militare il 12 agosto 2012.
Le origini della famiglia al-Sisi risiedono nel governatorato di al-Manufiyya. È il secondo di otto fratelli (suo padre in seguito ha avuto altri sei figli con una seconda moglie). Suo padre, un musulmano conservatore ma non radicale, aveva un negozio di antiquariato in legno per turisti nello storico bazar di Khan el-Khalili.
Lui ei suoi fratelli studiarono nella vicina biblioteca dell'Università al-Azhar. A differenza dei suoi fratelli (uno dei quali, è un giudice anziano; un altro, un funzionario pubblico), al-Sisi frequentò una scuola secondaria locale gestita dall'esercito, dove sviluppò una relazione con la cugina materna, Entissar Amer. Si sposarono dopo la laurea di al-Sisi presso l'Accademia Militare Egiziana nel 1977. Frequentò i seguenti corsi:
- Corso di comando generale e di stato maggiore, Collegio di comando e di stato maggiore egiziano, 1987;[23]
- Corso di comando generale e personale, Joint Command and Staff College, Regno Unito, 1992;[23]
- Corso di guerra, Fellowship of the Higher War College, Nasser Military Academy, Egitto, 2003;[23]
- Corso di guerra, Università di guerra dell'esercito degli Stati Uniti, Stati Uniti, 2006;[23]
- addetto militare delle forze armate egiziane a Riyadh, Arabia Saudita;[23]
- Corso base di fanteria, Stati Uniti.[23]

## Presidenza (2014-presente)

### Colpo di Stato
Il 1º luglio 2013, le Forze Armate egiziane hanno rivolto un ultimatum al Presidente della Repubblica, dopo giorni di crescenti manifestazioni d'insofferenza verso il governo dei Fratelli Musulmani, imponendo a Mohamed Morsi di avviare a soluzione entro 48 ore la gravissima crisi politica e finanziaria che si trascinava da tempo nel Paese. Il 3 luglio 2013, non avendo avuto riscontri, al-Sīsī ha attuato un cruento colpo di Stato militare, deponendo Mohamed Morsi e insediando provvisoriamente al suo posto ʿAdlī Manṣūr, e ha ordinato l'arresto di numerosi componenti della Fratellanza Musulmana con l'imputazione di "incitamento alla violenza e disturbo della sicurezza generale e della pace". Lo stesso giorno al-Sīsī, uomo forte del regime, ha annunciato in televisione che il Presidente Morsi aveva "fallito nel venire incontro alle richieste del popolo egiziano" e ha dichiarato la sospensione della Costituzione.

#### L'Egitto sotto al-Sīsī
Salutato da ampie fasce della popolazione come «Salvatore della patria», il neopromosso feldmaresciallo al-Sīsī si è dimesso dall'esercito per candidarsi alle elezioni presidenziali del 26-28 maggio 2014, contro il solo Ḥamdīn Ṣabāḥī. Ottenuta una vittoria schiacciante (96,91% dei voti), ha consolidato progressivamente il proprio potere nell'intento di ripristinare la stabilità nel Paese.
A livello internazionale, con al-Sīsī l'Egitto è tornato a rivestire un ruolo di primaria importanza, soprattutto come argine al fondamentalismo Jihādista. Accanto al mantenimento di legami cordiali con gli Stati Uniti e l'Unione europea, ha iniziato ad espandere la sua rete di relazioni con alleati non tradizionali come la Russia e la Cina rafforzando, allo stesso tempo, i rapporti con le monarchie arabe del Golfo.
Il presidente al-Sīsī è stato rieletto a grande maggioranza dei voti nel marzo 2018, battendo l'unico sfidante Moussa Mostafa Moussa, peraltro suo dichiarato ammiratore. Tutti gli altri candidati si erano ritirati dalla corsa presidenziale. Due di questi, appartenenti all'esercito, erano stati arrestati dopo aver presentato la propria candidatura. La vittoria nel contestato referendum ad aprile 2019, che modifica sostanzialmente la Costituzione egiziana e i poteri a disposizione del presidente, garantisce ad ʿAbdel Fattāḥ al-Sīsī una lunga presidenza, almeno fino al 2030. Un voto che essenzialmente ha mirato ad allungare i termini del mandato presidenziale (che è passato da quattro a sei anni, in maniera retroattiva), ampliandone contestualmente i poteri (maggior controllo sulla magistratura ordinaria e sugli organi di vigilanza giudiziari).

### Cambiamenti sulla scena economica
Nella prospettiva di un rafforzamento dell'economia, il governo ha lanciato un piano per il raddoppio del canale di Suez. L'opera, inaugurata nell'agosto 2015 dopo circa un anno di lavori, ha avuto un costo di oltre 8 miliardi di dollari e, secondo le previsioni delle autorità egiziane, dovrebbe garantire entro il 2023 introiti annuali per più di 13,2 miliardi di dollari (le entrate del 2014 sono ammontate a circa 5,5 miliardi). Nel 2015 ha recuperato ed effettivamente avviato alla realizzazione anche il mastodontico progetto degli anni settanta di costruire una nuova capitale dell'Egitto, per decongestionare la metropoli cairota; i lavori, partiti nel 2016, dovrebbero concludersi tra il 2020 e il 2022.

### Repressione dei Fratelli Musulmani e violazione dei diritti umani
Il governo di al-Sisi, per reprimere la società civile, ricorre sistematicamente alle sparizioni forzate e alla detenzione in condizioni spaventose, che spesso risultano letali; le torture sono una prassi abituale, hanno causato centinaia di morti e restano impunite.
Secondo Human Rights Watch e Amnesty International, il regime di al-Sisi è responsabile di torture nei confronti di minori fino all'età di 12 anni
e condanne a morte di minori. 
Contraddicendo le organizzazioni non governative e la stampa, al-Sisi ha dichiarato che l'Egitto non pratica la tortura.
Il governo ad interim che il generale al-Sīsī ha insediato dopo il colpo di Stato del 2013 ha attuato una repressione implacabile e sanguinosa dei sostenitori del deposto Presidente Mohamed Morsi, iniziata con lo sgombero forzato dei sit-in pro Morsi nei pressi della moschea di Rābiʿa al-ʿAdawiyya il 14 agosto 2013 (noto come massacro di piazza Rabi'a al-'Adawiyya) e culminata nella messa al bando dei Fratelli Musulmani, dichiarati organizzazione terroristica quattro mesi dopo, e nell'inflizione della pena capitale a migliaia di suoi affiliati (tra cui lo stesso Morsi e la Guida generale dell'organizzazione islamista Muḥammad Badīʿ). Nei mesi successivi la repressione si è ulteriormente inasprita, estendendosi a critici del regime, giornalisti e dissidenti e comportando sparizioni di oppositori, detenzioni arbitrarie e interrogatori sotto tortura. Secondo Reporter Senza Frontiere, l'Egitto nel 2015 era il secondo paese al mondo per numero di giornalisti imprigionati.
Nell'agosto 2015 al-Sīsī ha firmato la nuova legislazione contro il terrorismo, su cui le ONG a tutela dei diritti umani hanno espresso forti riserve. La normativa prevede, tra l'altro, l'istituzione di tribunali speciali per giudicare più rapidamente i sospetti di attività terroristiche, l'introduzione della pena di morte obbligatoria per 13 reati e pesanti sanzioni per i giornalisti che pubblichino "false notizie" sui crimini di terrorismo in difformità rispetto alle dichiarazioni ufficiali delle autorità. Secondo il Parlamento europeo i difensori dei diritti umani vengono arbitrariamente inseriti negli elenchi dei terroristi e quindi subiscono detenzioni o sparizioni forzate e torture ed emblematico in tal senso sarebbe il caso di Ezzat Ghoniem, detenuto dal marzo 2018 con l'accusa di "terrorismo dei diritti umani", ma in realtà solo per aver pacificamente svolto la sua attività di avvocato.

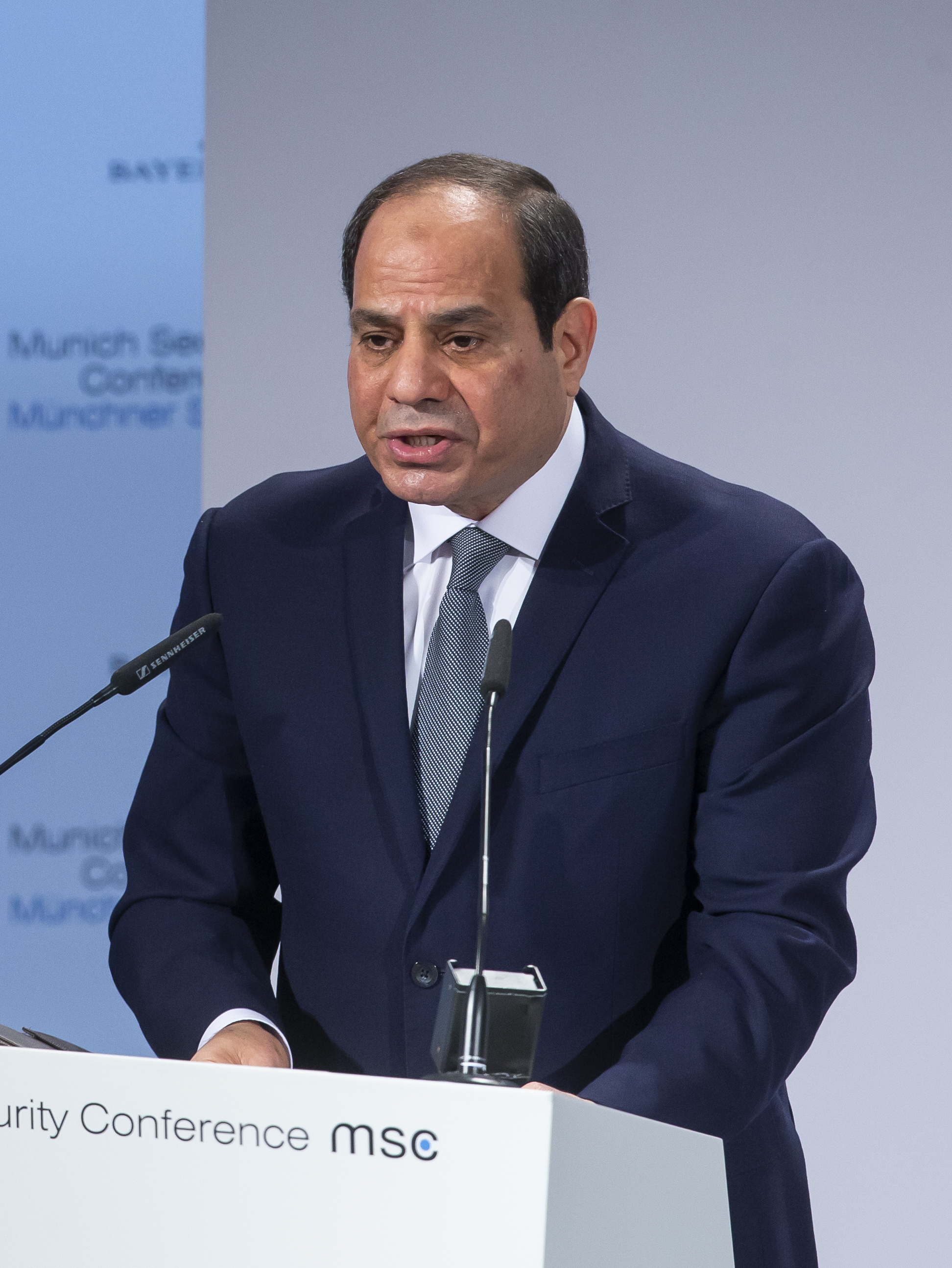
Il presidente al-Sīsī interviene alla 55ª Conferenza sulla Sicurezza globale di Monaco di Baviera nel 2019.

L'uccisione tra il gennaio e il febbraio 2016 del ricercatore italiano Giulio Regeni, non chiarita dalle autorità egiziane, ha acceso nuovamente le polemiche internazionali nei riguardi delle forze di sicurezza locali, accusate, da diverse fonti, di essere gli esecutori materiali dell'omicidio.
Il Parlamento europeo ha più volte condannato il regime di al-Sisi per la crescente repressione, le sparizioni forzate, le condanne a morte, anche di minorenni, le torture, le morti in carcere, le "confessioni" forzate, la strategia di intimidazione delle organizzazioni per i diritti umani, gli arresti arbitrari e la detenzione in condizioni crudeli, disumane o degradanti, le persecuzioni di giornalisti, operatori sanitari, avvocati, accademici, membri dell'opposizione, persone LGBTI, studenti, attivisti pacifici.

### Impegno in favore della libertà di religione
Al-Sīsī ha da subito fatto dell'armonia confessionale una pietra angolare del proprio governo, combattendo la militanza islamista mentre sosteneva l'uguaglianza tra la schiacciante maggioranza musulmana e i cristiani, che rappresentano tra il 10% e il 20% degli oltre 100 milioni di cittadini egiziani.
Il suo proporsi come paladino dell'islam riformato, sostenuto dalla nuova visione diffusa da al-Azhar, e di protettore delle minoranze, in particolare quelle cristiane sotto attacco ovunque nella regione, si è accompagnato in concreto allo sblocco della costruzione di nuove chiese e alla partecipazione dello stesso raʾīs alle celebrazioni per il Natale copto ortodosso (presiedute da Papa Teodoro II) che, secondo la tradizione, si svolgono il 7 gennaio.

## Vita privata
A differenza di Hosni Mubarak, Al-Sīsī è noto per essere piuttosto riservato, riguardo la propria vita familiare (anche se due dei suoi figli, ricoprono incarichi nel governo). È sposato con una sua cugina, Entissar Amer, ed è padre di tre figli e una figlia. Uno dei suoi figli, è sposato con la figlia dell'ex-capo dell'esercito egiziano Mahmoud Hegazy.
Al-Sīsī proviene da una famiglia religiosa e cita, spesso, versetti coranici durante conversazioni informali mentre sua moglie indossa l'Hijab (anche se, di solito, lascia scoperto il collo); è anche noto per essere tranquillo ed, infatti, viene spesso chiamato il Generale Tranquillo. Già da giovane veniva spesso chiamato anche "Generale Sisi" per via del suo contegno ordinato.
Secondo Sherifa Zuhur, professoressa al War College, quando Al-Sīsī frequentò l'accademia, molti ufficiali americani espressero dubbi sul fatto che i musulmani potessero essere democratici; Al-Sīsī contestò quest'opinione: infatti, fu critico riguardo alle decisioni prese in Iraq e in Libia. Al-Sīsī basò la sua tesina sulla democrazia e sulle sue applicazioni in Medio Oriente; nel suo articolo, si argomenta a favore della democrazia basata sui suoi successi passati. Zuhur ebbe anche l'impressione che Al-Sīsī sostenesse un graduale spostamento verso il pluralismo. Mentre era al War College, Al-Sīsī a volte guidava la preghiera del venerdì, nella moschea locale.
Al-Sīsī si è autodescritto come "un medico le cui diagnosi sono ricercate dai massimi filosofi e dai leader mondiali di spicco".